# Tékes
Tékes est un village et une commune du comitat de Baranya en Hongrie.